# Quatro Barras
Quatro Barras là một đô thị thuộc bang Paraná, Brasil. Đô thị này có diện tích 179,538 km², dân số năm 2007 là 19002 người, mật độ 115,3 người/km².